# Marica Iztok
A Marica Iztok egy energetikai ipari komplexum Bulgária középső részén, Sztara Zagora megyében. A lignitmezőre települt komplexum lignitbányákból, széndúsító üzemekből, brikettáló üzemből és három lignit tüzelésű hőerőműből áll. A komplexum egyes elemeit vasútvonalak kötik össze. A területen található lignitet már a 19. században is bányászták, de a szénmezők ipari méretű hasznosítása és az elektromosenergia-termelés csak 1952-ben kezdődött. A komplexum zárt rendszert képez, a bányákban kitermelt lignitet az ott telepített három hőerőmű hasznosítja.

## Marica Iztok–1
A Marica Iztok–1 erőmű Galabovo közelében található. A régi, 500 MW teljesítményű hőerőművet 1998-ban privatizálták. Először a Consolidated Continental Commerce (3C) vette meg, majd az AES Corporation tulajdonába került. 2000. február 15-én az AES és a bolgár nemzeti áramszolgáltató vállalat, a NEK 15 évre szóló szerződést kötött, melyben az AES vállalta, hogy a régi erőmű helyett egy 670 MW teljesítményű új erőművet épít.

## Marica Iztok–2
A Marica Iztok–2 erőmű Sztara Zagorától 60 km-re, Radecki falu mellett található. Építése 1962. május 7-én kezdődött és 1966. november 10-én adták át. A Balkán legnagyobb hőerőműve. 1979–1995 között az eredetileg épített négy blokkot további négy erőművi blokkal bővítették. A nyolc blokk közül kettő kénleválasztó berendezéssel van felszerelve. A régebbi blokkok modernizációja folyamatban van. Jelenlegi beépített teljesítménye 1465 MW, a bulgáriai elektromosenergia-termelés 30%-át adja. Az erőmű 100%-os állami tulajdonban van.
Az erőmű az Európai Környezetvédelmi Ügynökség szerint a legtöbb környezeti és egészségügyi kárt okozza Európában.